# Poolbillard 2007
Die Poolbillard-Saison 2007 war eine Serie von Poolbillard-Turnieren, die von der World Pool-Billiard Association veranstaltet wurden.

## Saisonergebnisse
| Datum                           | Turnier                                   | Austragungsort    | Disziplin   | Sieger              | Finalist                 | Ergebnis |
| 1. März bis 8. März             | 8-Ball-Weltmeisterschaft 2007             | Fudschaira        | 8-Ball      | Ronato Alcano       | Dennis Orcollo           | 11:8     |
| 14. März bis 25. März           | Europameisterschaft 2007                  | Liberec           | 14/1 endlos | Niels Feijen        | Konstantin Stepanow      | 125:30   |
| 14. März bis 25. März           | Europameisterschaft 2007                  | Liberec           | 8-Ball      | Oliver Ortmann      | Tony Drago               | 8:3      |
| 14. März bis 25. März           | Europameisterschaft 2007                  | Liberec           | 9-Ball      | Thorsten Hohmann    | Radosław Babica          | 9:3      |
| 22. März bis 25. März           | ET 83 – Czech Open 2007                   | Liberec           | 9-Ball      | Wojciech Trajdos    | Konstantin Stepanow      | 10:6     |
| 12. April bis 15. April         | ET 84 – Italy Open 2007                   | Castel Volturno   | 9-Ball      | Christian Reimering | Konstantin Stepanow      | 10:6     |
| 20. April bis 22. April         | Guinness 9-Ball Tour 2007 – Event 1       | Jakarta           | 9-Ball      | Chang Jung-Lin      | Lee Van Corteza          | 11:5     |
| 3. Mai bis 5. Mai               | ET 85 – German Open 2007                  | Sindelfingen      | 9-Ball      | Daryl Peach         | Dimitri Jungo            | 10:3     |
| 18. Mai bis 20. Mai             | Guinness 9-Ball Tour 2007 – Event 2       | Kaohsiung         | 9-Ball      | Yang Ching-shun     | Chao Fong-Pang           | 11:6     |
| 24. Mai bis 27. Mai             | Predator International Championship 2007  | Jacksonville, FL  | 10-Ball     | Shane van Boening   | unbekannt                |          |
| 8. Juni bis 10. Juni            | World Pool Masters 2007                   | Egmond            | 9-Ball      | Thomas Engert       | David Alcaide            | 8:5      |
| 14. Juni bis 17. Juni           | ET 86 – Austria Open 2007                 | Rankweil          | 9-Ball      | John Vassalos       | Tony Drago               | 10:9     |
| 15. Juni bis 17. Juni           | Guinness 9-Ball Tour 2007 – Event 3       | Genting Highlands | 9-Ball      | Chang Jung-Lin      | Dharminder Lilly         | 11:8     |
| 9. Juli bis 14. Juli            | 14/1-endlos-Weltmeisterschaft 2007        | New Brunswick, NJ | 14/1 endlos | Oliver Ortmann      | Huidji See               | 200:171  |
| 13. Juli bis 15. Juli           | Guinness 9-Ball Tour 2007 – Event 4       | Singapur          | 9-Ball      | Yang Ching-shun     | Ibrahim Bin Amir         | 11:8     |
| 3. August bis 5. August         | Guinness 9-Ball Tour 2007 – Event 5       | Shanghai          | 9-Ball      | Yang Ching-shun     | Ronato Alcano            | 12:10    |
| 8. August bis 9. August         | International Challenge of Champions 2007 | Uncasville        | 9-Ball      | Niels Feijen        | unbekannt                |          |
| 31. August bis 1. September     | Guinness 9-Ball Tour 2007 – Finale        | Bali              | 9-Ball      | Chang Jung-Lin      | Lee Van Corteza          | 11:8     |
| 13. September bis 15. September | ET 87 – Netherlands Open 2007             | Weert             | 9-Ball      | Imran Majid         | Roman Hybler             | 10:7     |
| 25. September bis 30. September | World Cup of Pool 2007                    | Rotterdam         | 9-Ball      | Li Hewen Fu Jianbo  | Mika Immonen Markus Juva | 11:10    |
| 14. Oktober bis 20. Oktober     | US Open 9-Ball 2007                       | Chesapeake, VA    | 9-Ball      | Shane van Boening   | Ronato Alcano            |          |
| 25. Oktober bis 27. Oktober     | ET 88 – Swiss Open 2007                   | Frauenfeld        | 9-Ball      | Mark Gray           | Vilmos Földes            | 10:7     |
| 3. November bis 11. November    | 9-Ball-Weltmeisterschaft 2007             | Quezon City       | 9-Ball      | Daryl Peach         | Roberto Gomez            | 17:15    |
| 21. November bis 25. November   | All Japan Open 2007                       | Japan             | 9-Ball      | Wu Chia-Ching       | Tōru Kuribayashi         |          |
| 6. Dezember bis 8. Dezember     | ET 89 – Costa del Sol Open 2007           | Málaga            | 9-Ball      | Bruno Muratore      | Radosław Babica          | 10:9     |
| 13. Dezember bis 16. Dezember   | Mosconi Cup 2007                          | Las Vegas         | 9-Ball      | Europa              | USA                      | 11:8     |